# Mar brava
 Mar brava es una película española dirigida por Angelino Fons.

## Argumento
Un grupo de pescadores asturianos sale a la mar y es sorprendido por una tempestad. Todos los barcos consiguen regresar, excepto el "Mascato", con seis tripulantes a bordo. Los familiares quedan desolados; entre ellos están el niño Mingo, Paula, la mujer de Álvaro, que espera un hijo, y el anciano "Anchoa". Cuando los restos de la embarcación llegan a la playa, los náufragos son dados por muertos. Un día, Mingo encuentra en un acantilado a un hombre inconsciente que padece amnesia. Los vecinos lo bautizan con el nombre de Telmo, el santo patrono de los pescadores. Paulatinamente, Telmo empieza a ejercer una benéfica influencia sobre los habitantes del pueblo. Les enseña técnicas antiguas de pesca y los convence para que implanten el quiñón, dádiva en especie para las viudas de los marineros. Mingo observa en la capilla del pueblo que la imagen de San Telmo se parece mucho al náufrago que encontró en la playa.

## Reparto
| Intérprete             | Personaje             |
| ---------------------- | --------------------- |
| Alfredo Mayo           | Anchoa                |
| Jorge Sanz             | Mingo                 |
| Alma Muriel            | Paula                 |
| Guillermo Antón        | Telmo                 |
| Mireia Ros             | Rosalía               |
| José Lifante           | Don Santiago, párroco |
| Aarón Hernán           | Médico                |
| Eduardo Bea            | Celso                 |
| Daniel Martín          | Emilio                |
| Francisco Vidal        | Don Cosme             |
| José Febles            | Álvaro                |
| Mimí Muñoz             | Doña María            |
| Ricardo Díaz           | Patrón Cubiche        |
| Carmen Martínez Sierra | Superiora             |
| Cristino Almodóvar     | Policía               |
| María Adánez           | María                 |
| Fernando Sancho        | Alcalde               |
| Alexis                 | Mister Luqui          |
| Fernando Chinarro      | Pescador              |
| Rodrigo Valdecantos    | Gordito               |
| Mary Carrillo          | Carmen                |